# Born in 66
『Born in 66』（ボーン・イン・ダブルシックス）は、山根康広の3枚目のスタジオ・アルバム。1995年9月20日に日本クラウン/PANAMよりリリースされた。
CDサイドキャップのキャッチコピーは「人は誰も人生のSTAGEがある。世界で一番輝やいているSTAGEがある。」

## 概要
前作『DESTINY-夢を追いかけて-』より1年5ヶ月ぶりとなるアルバム。全曲セルフプロデュース。

## 背景
アルバム・タイトルの『Born in 66』は山根康広が1966年生まれであることから付けられている。
本作発売年である1995年に敢行された山根のコンサート・ツアーのタイトルにも冠された。

## アートワーク
初回生産CDは三方背BOX仕様で、封入されたフォトブックはアメリカ合衆国のルート66にて撮影されている。

## チャート成績
オリコンチャート6位を獲得した。
2022年6月現在、山根康広のアルバムで3番目に売上の高い作品。

## 収録曲
全曲作詞・作曲・編曲：山根康広／コーラスアレンジ：町支寛二
1. Lover
2. 銀の指環
3. 恋という名の翼
6thシングル。
本人が出演したヤクルト「ミルージュ」CMソング。
4. Final Chance
5. 哀しき風の中に
6. ALWAYS -いつまでも変わらない-
5thシングル「Everyone」カップリング曲。
7. Stay With Me
8. Everyone
5thシングル。テレビ朝日系「目撃!ドキュン」エンディングテーマ
9. a tear's waltz
6thシングル「恋という名の翼」カップリング曲。
10. STAGE (Born in 66)